# Сорая Гаддад
Сорая Гаддад  (фр. Soraya Haddad, 30 вересня 1984) — алжирська дзюдоїстка, олімпійська медалістка.

## Виступи на Олімпіадах
| Олімпіада  | Дисципліна           | Місце |
| ---------- | -------------------- | ----- |
| Афіни 2004 | надлегка категорія   | AC    |
| Пекін 2008 | напівлегка категорія | 3T    |